# محاصره ایتامی (۱۵۷۴)
محاصره ایتامی (به ژاپنی: 伊丹の戦い Itami no Tatakai) اولین حمله به قلعه ایتامی بود. اودا نوبوناگا با حفر یک تونل در زیر دیوار به قلعه حمله کرد. سپس قلعه به اراکی موراشیگه داده شد.